# Dömitz
Dömitz (phát âm tiếng Đức: [ˈdøːmɪts]) là một đô thị ở huyện of Ludwigslust, in Mecklenburg-Western Pomerania, Đức. It is situated on the right bank of the Elbe, 25 km về phía tây nam của Ludwigslust-Parchim (trước thuộc huyện Ludwigslust), và 37 km về phía tây bắc của Wittenberge.

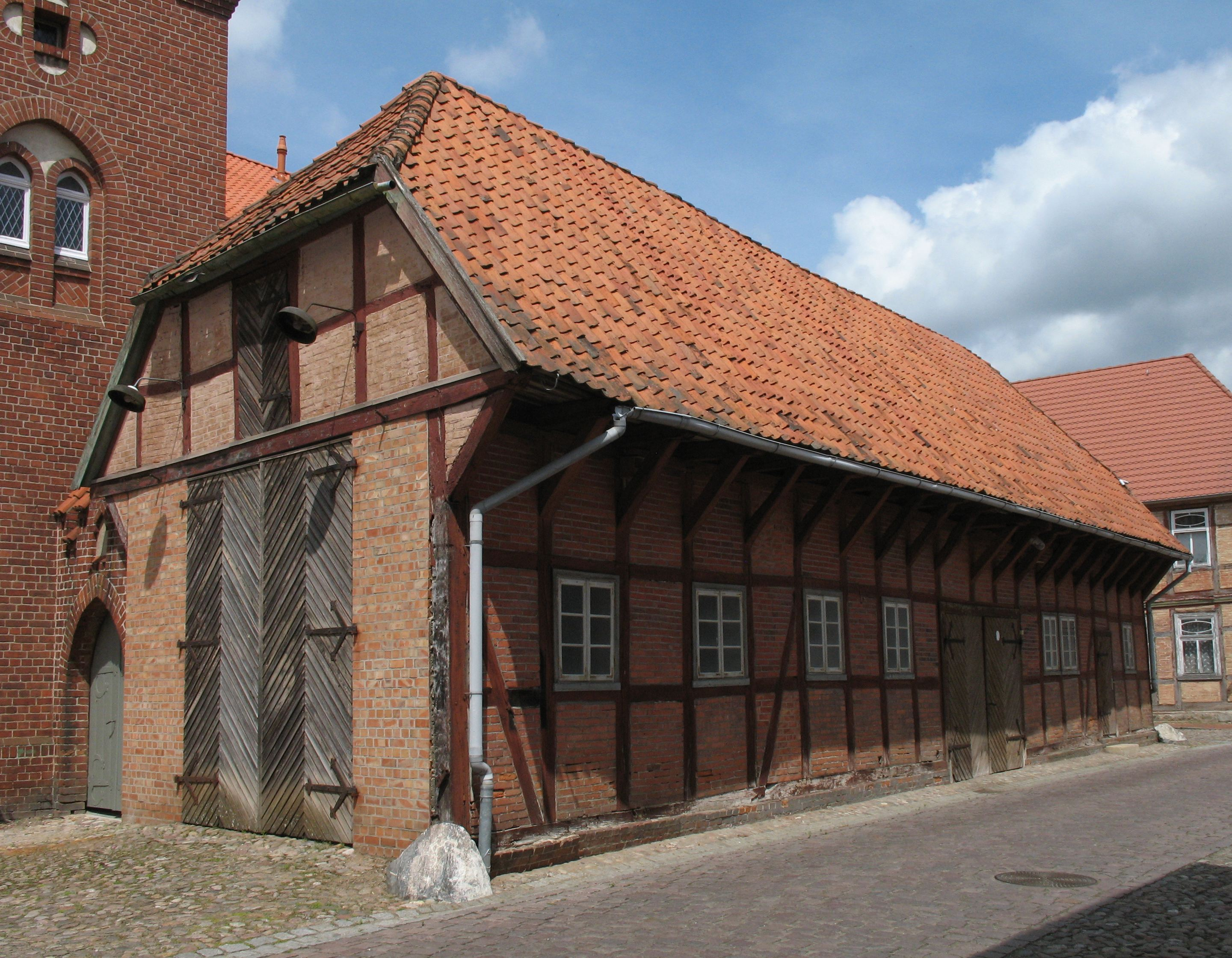
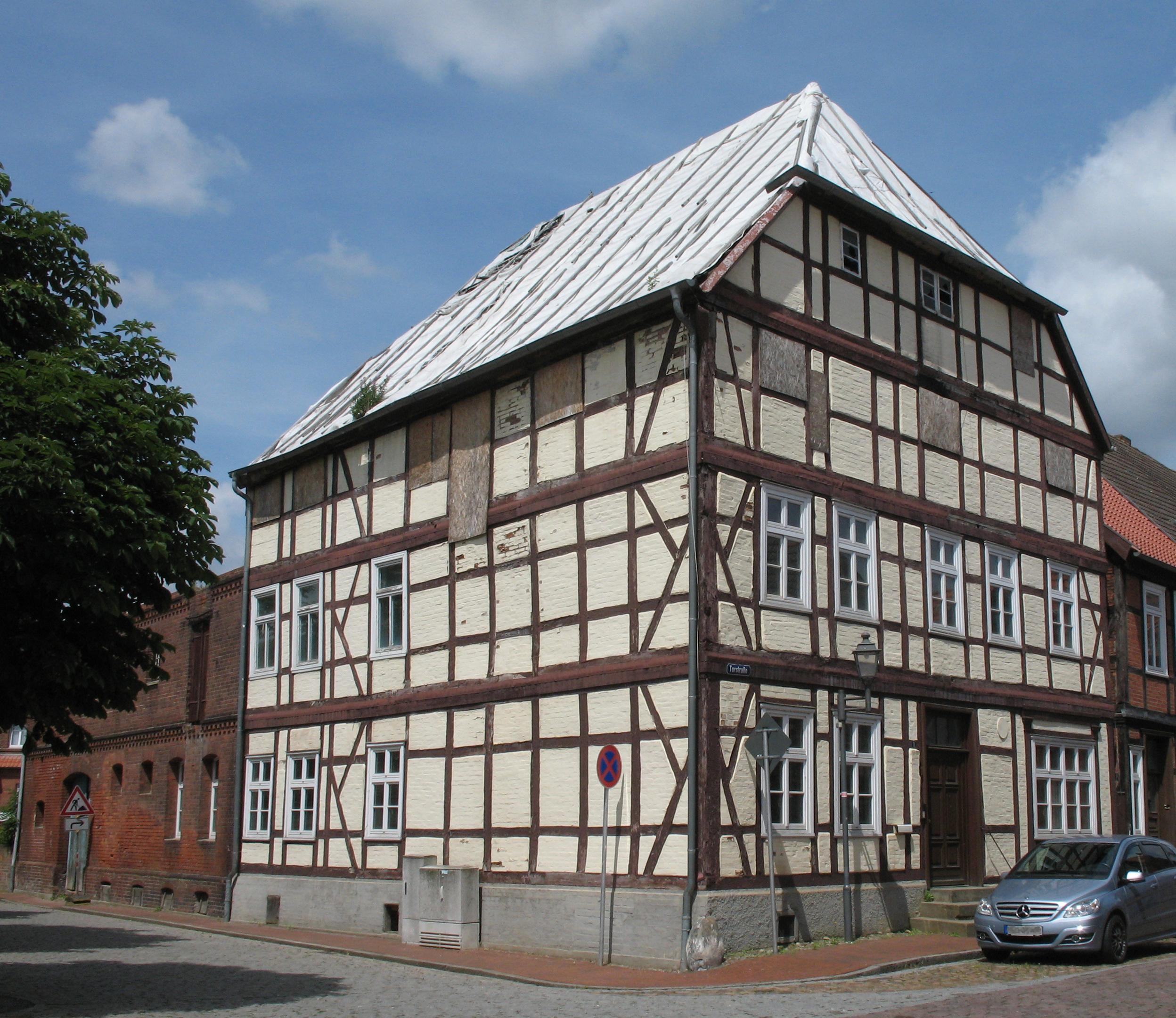
Torstraße
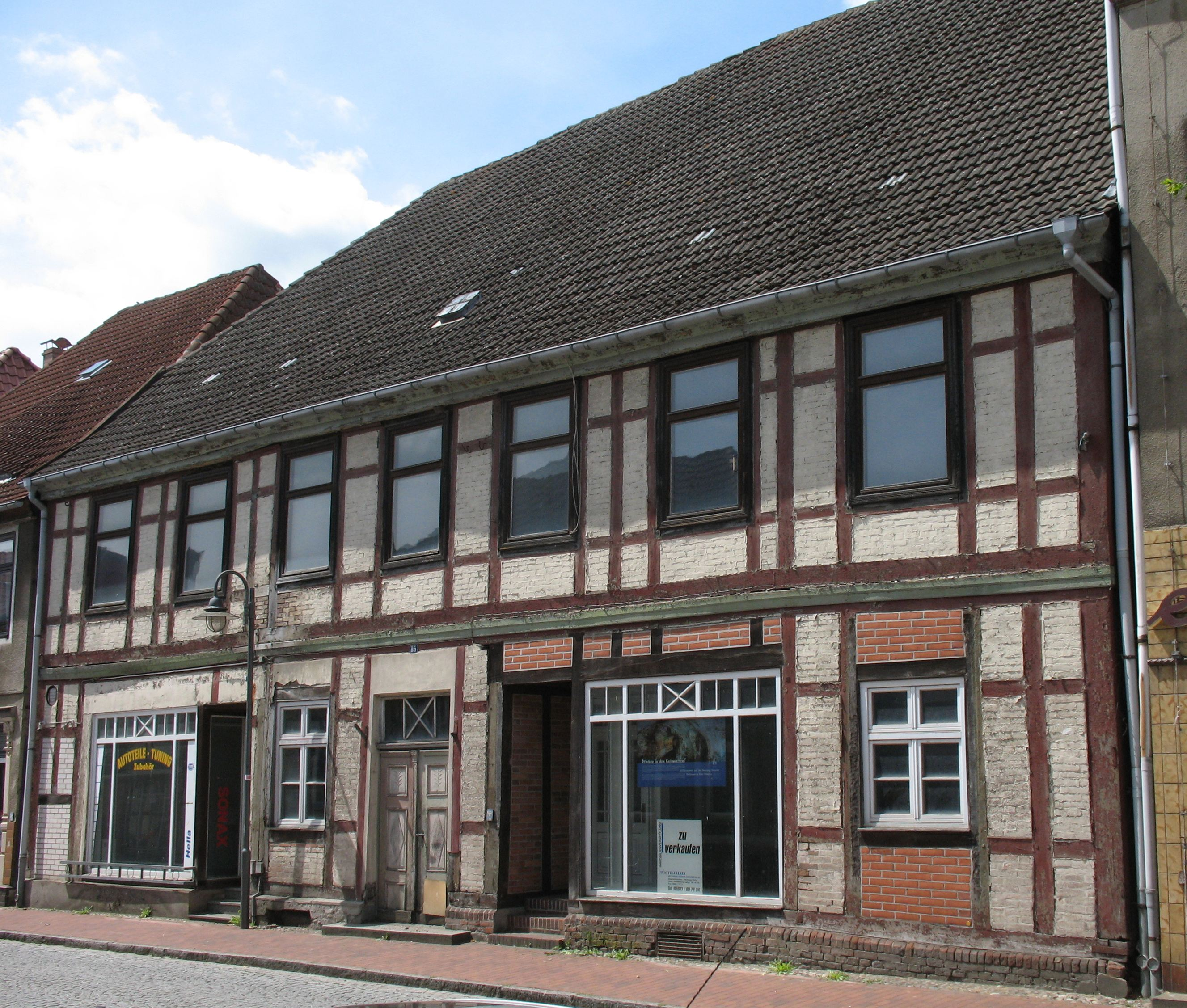
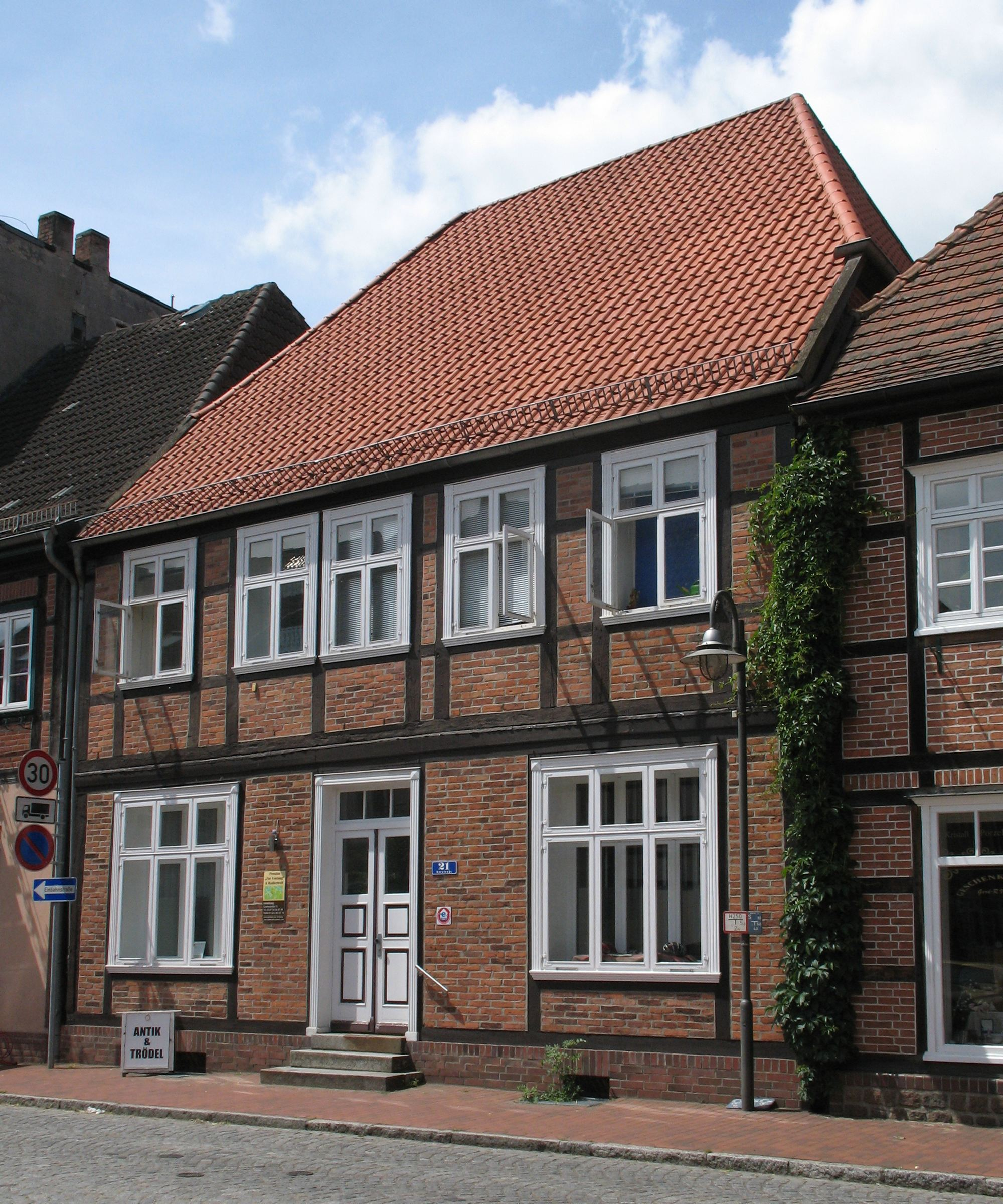
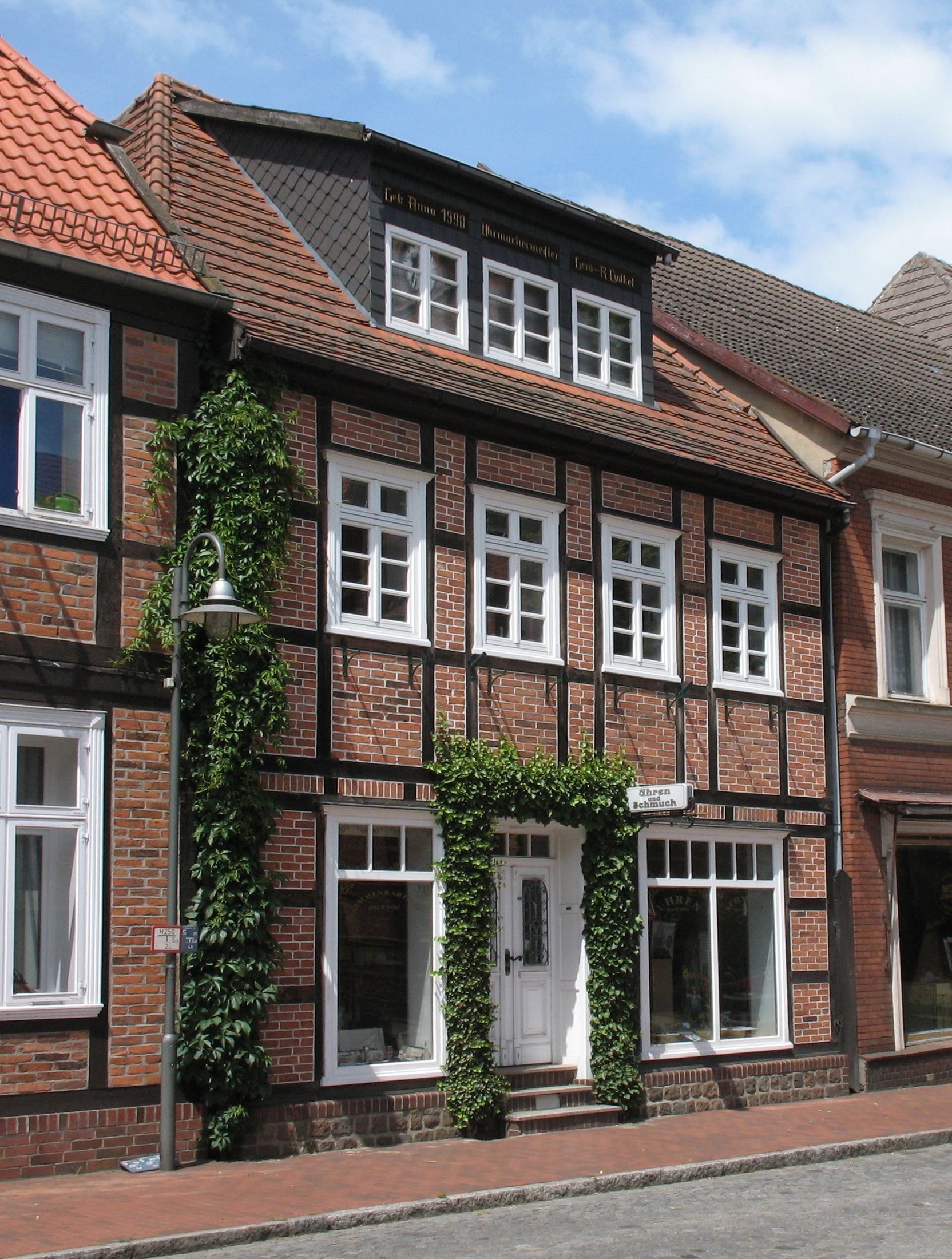
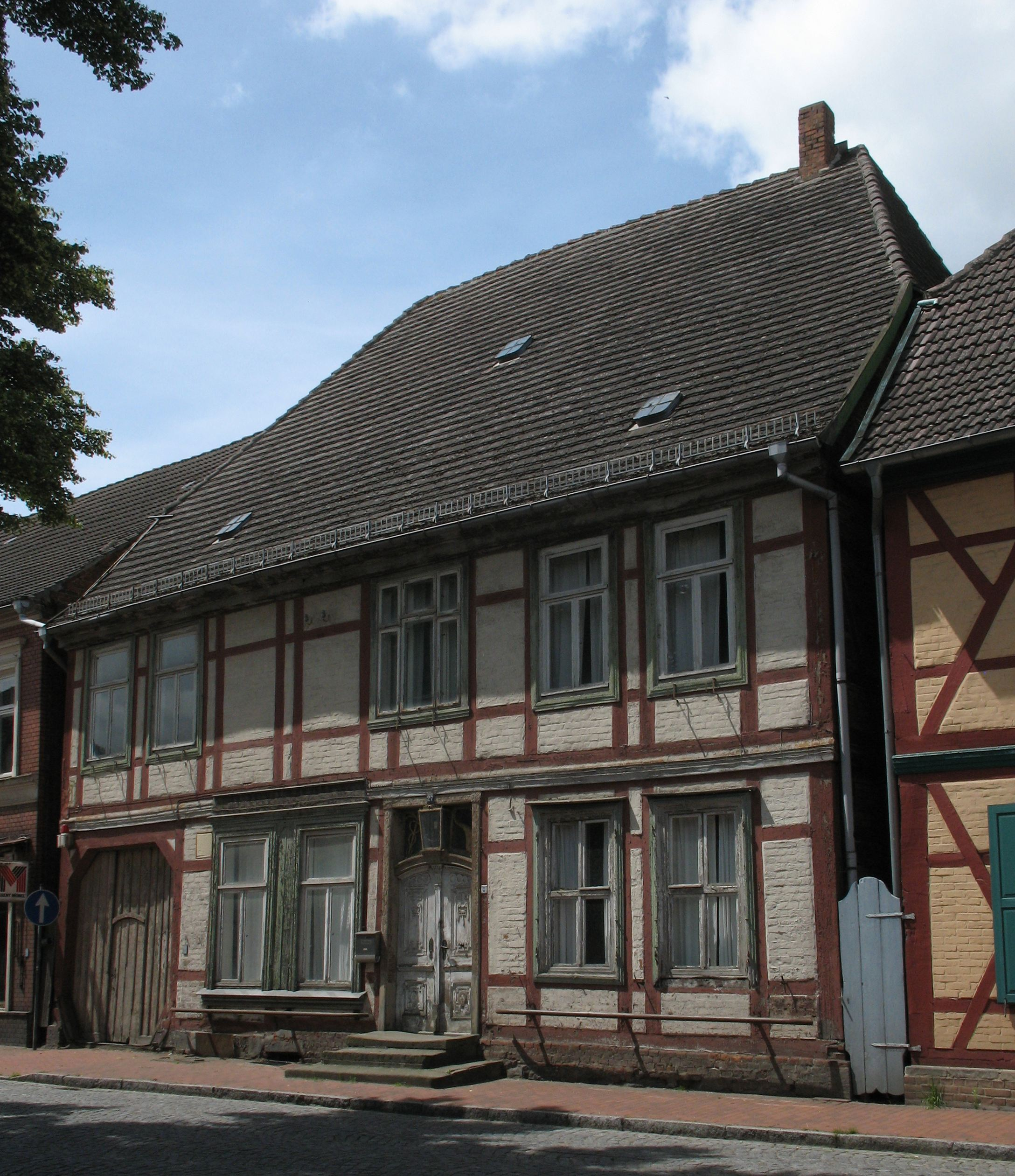
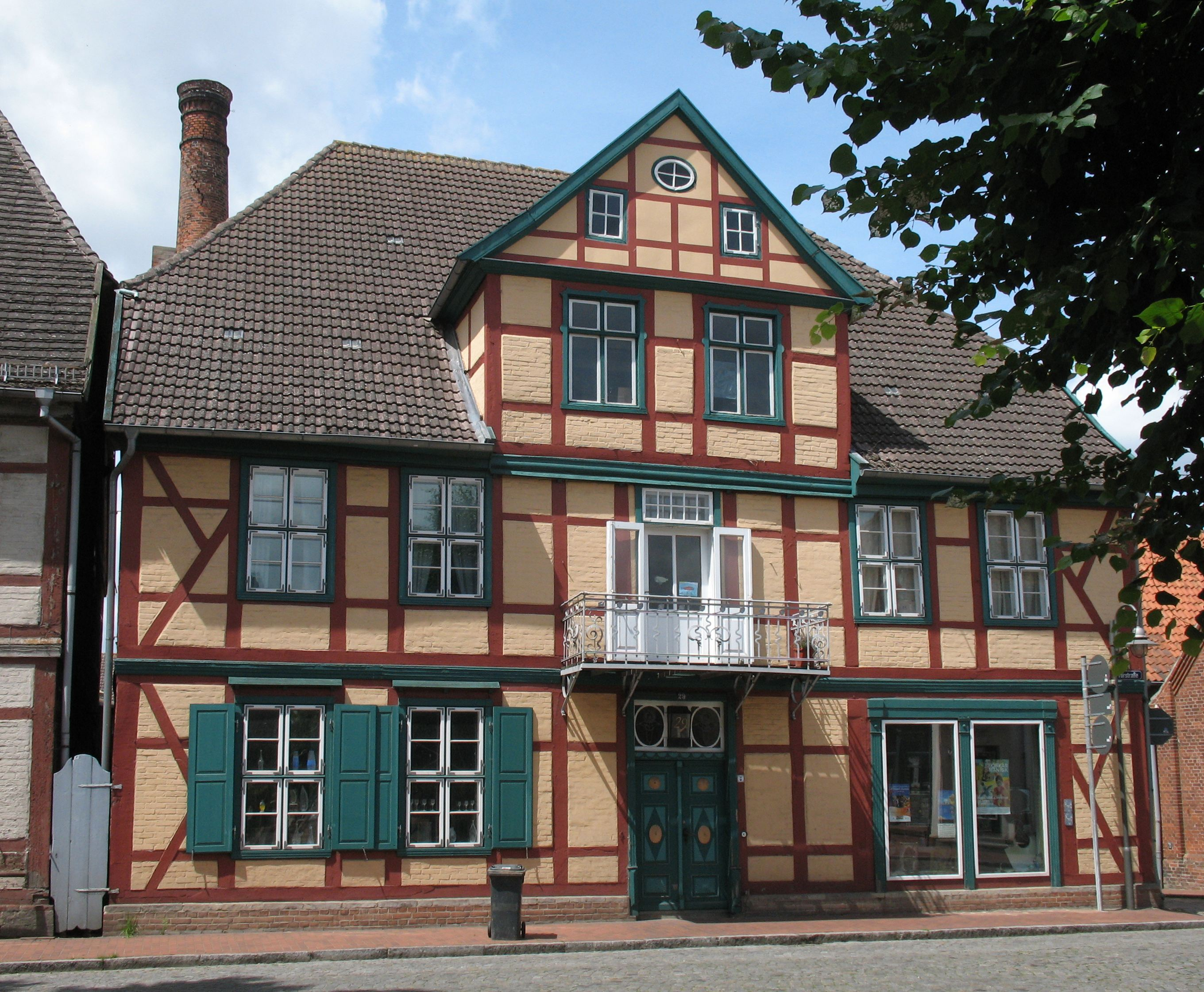
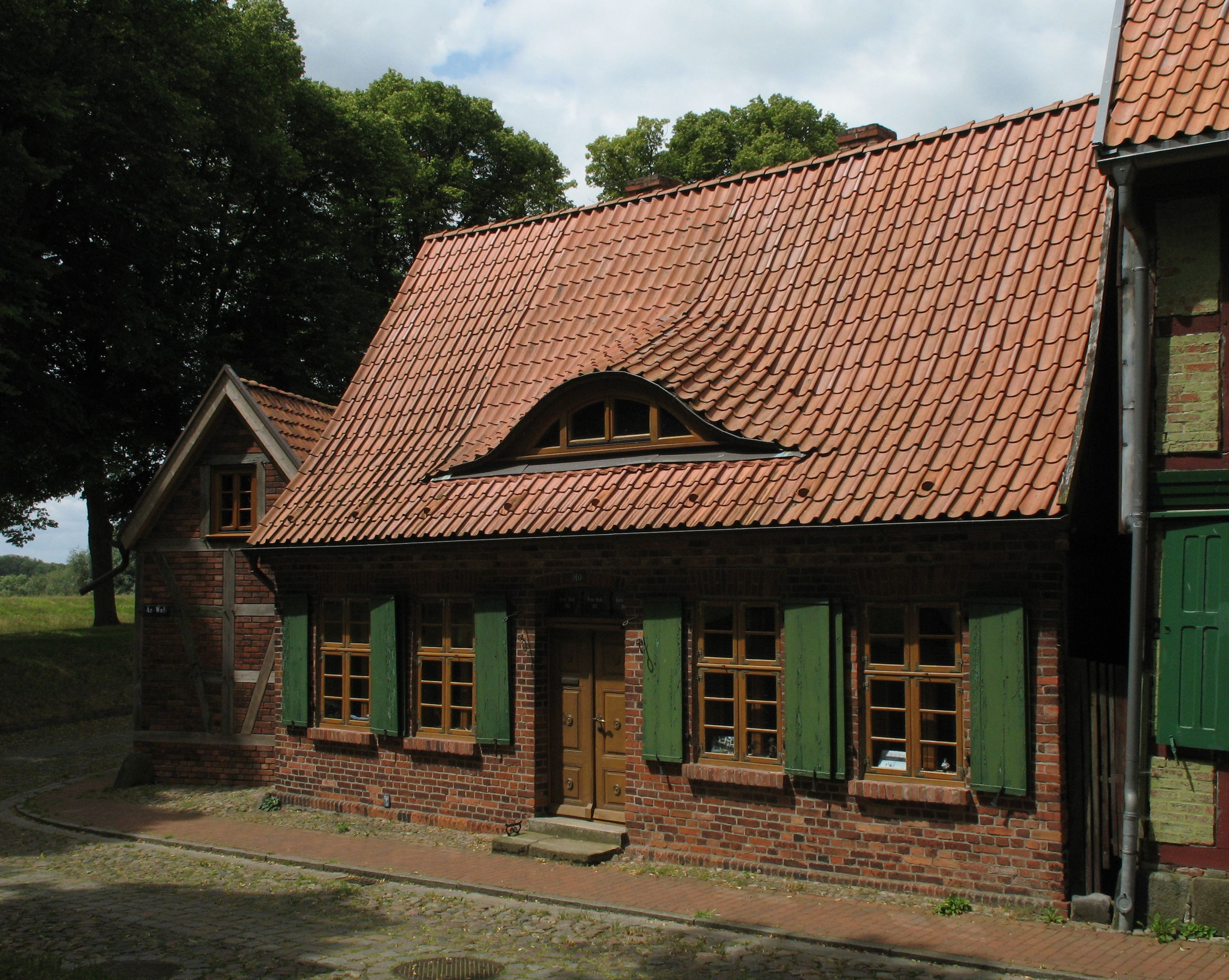
Am Wall
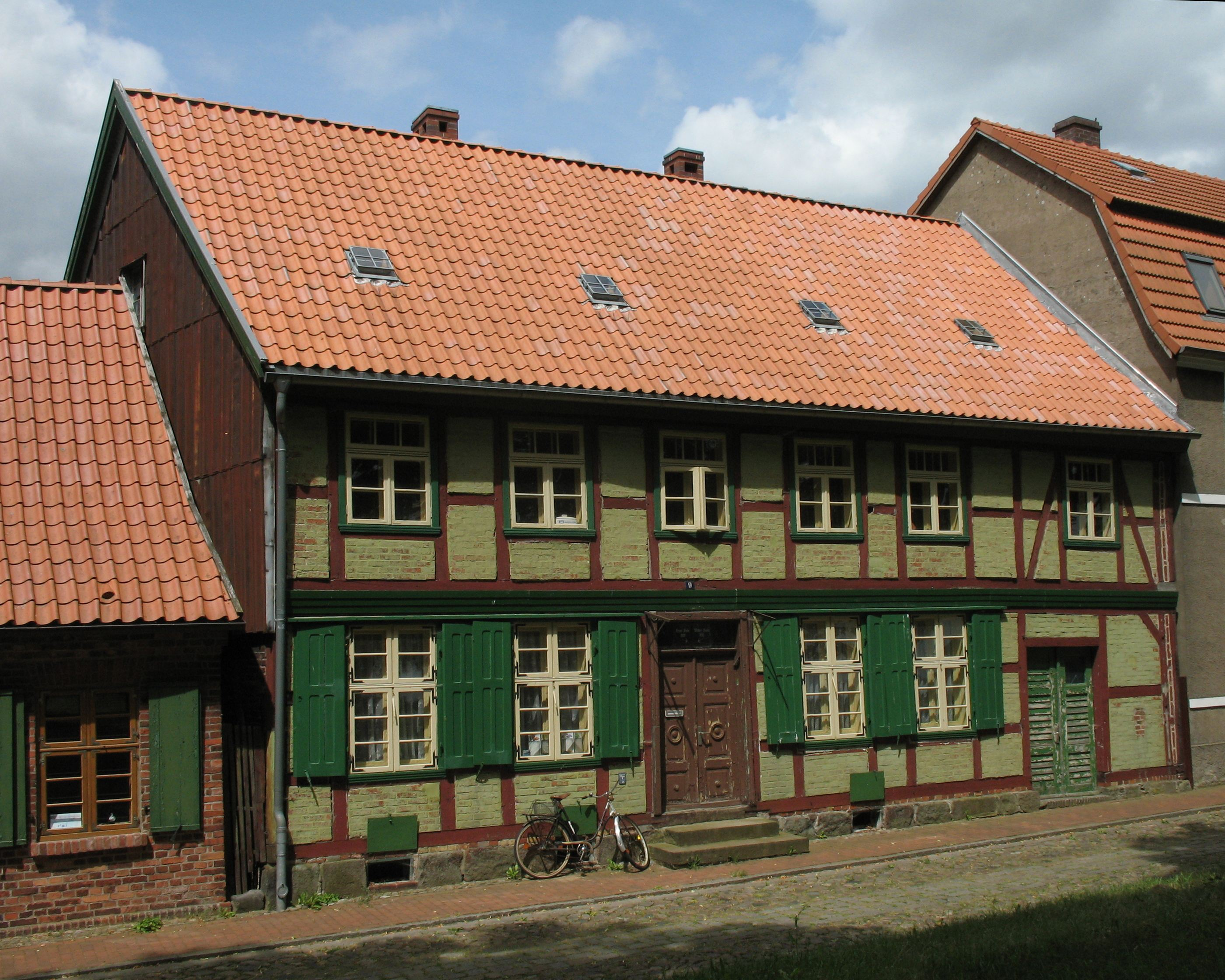
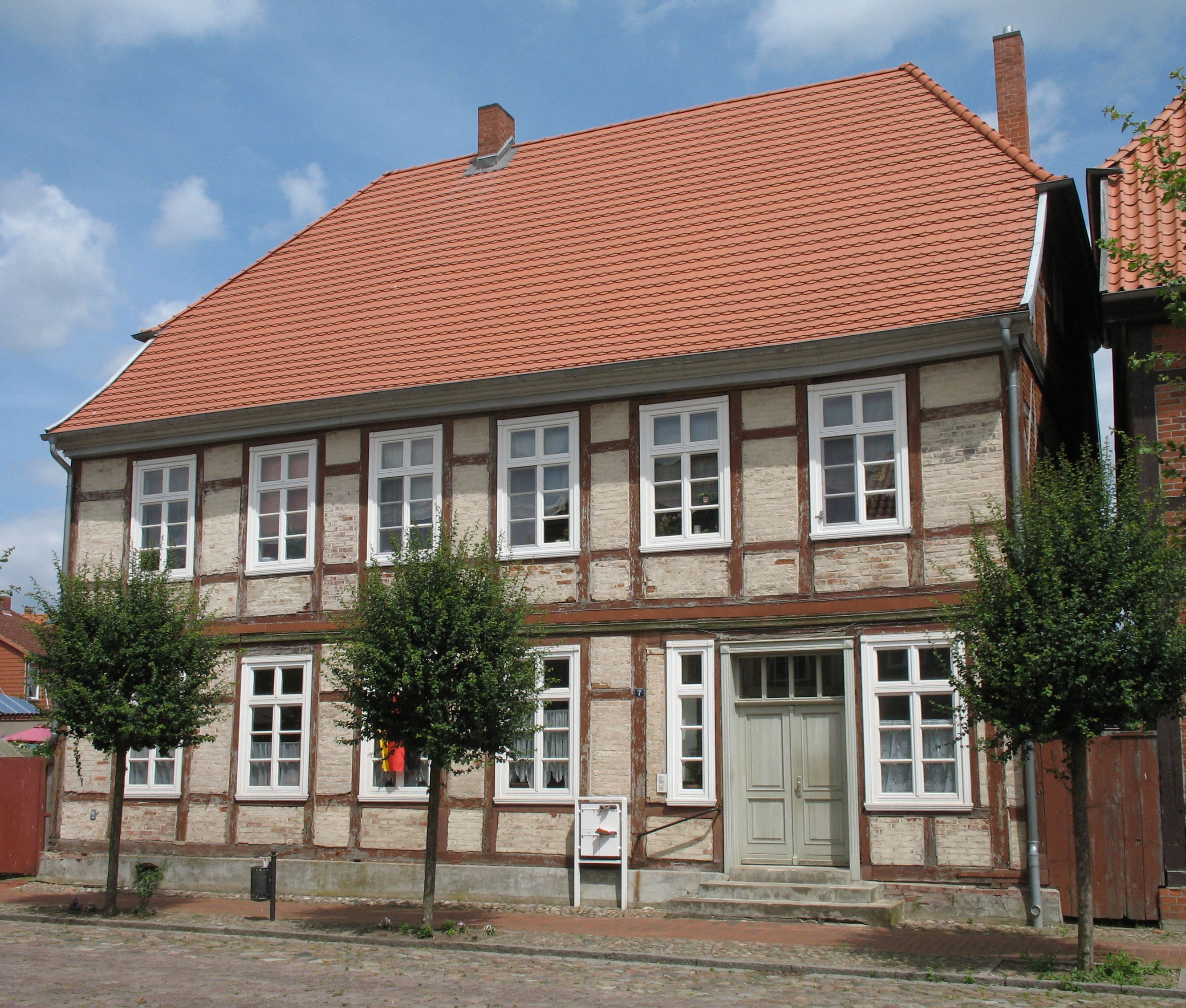
Elbstraße
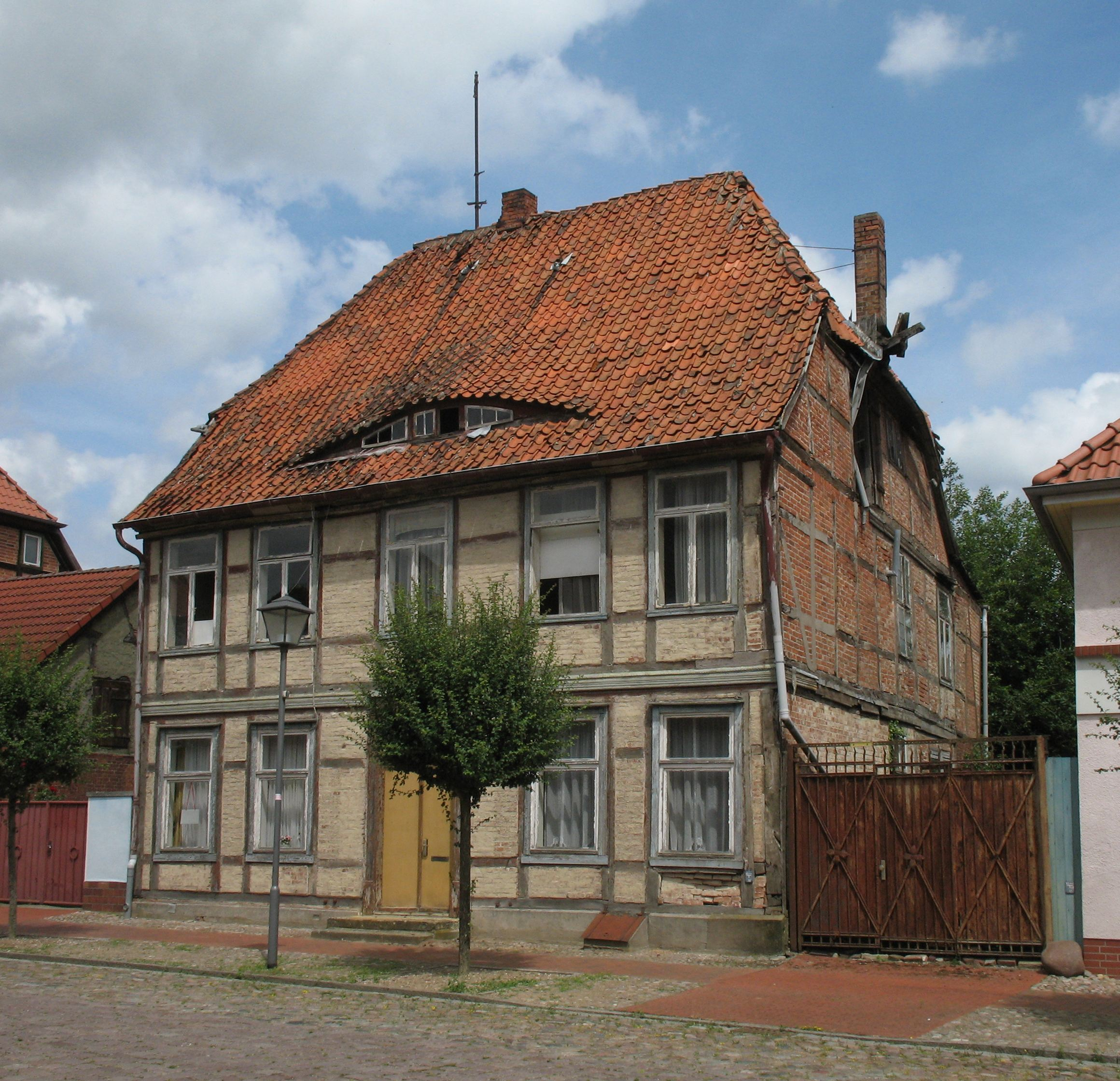